# 2,000 Guineas Stakes
2,000 Guineas Stakes er et hestevæddeløb i Storbritannien, som er åbent for tre-årige hingste og hopper af racen engelsk fuldblod. Løbet, der har en længde på én mile (1.609 meter), finder sted hvert år sent i april eller tidligt i maj og afvikles på Newmarket Racecourse i byen Newmarket i Suffolk.
Løbet anses som et af de fem største løb i England og er et af de tre løb, der skal vindes for at vinde den prestigefyldte Triple Crown.
Løbet blev afviklet første gang i 1809.